# فرد درست
ویلیام فردریک دِرست (به انگلیسی: William Frederick "Fred" Durst) با نام مخفف فرد متولد ۲۰ اوت ۱۹۷۰، (۲۹ مرداد ۱۳۴۹) در گستوونیا، کارولینای شمالی، ایالات متحده آمریکا (اهل جکسون‌ویل) خواننده گروه راک مولتی پلاتینیوم "لیمپ بیزکت" می‌باشد.
او در فیلم جمعیت ۴۳۶ نفر (Population 436) به ایفای نقش پرداخته است، و اولین کارگردانی خود را در سال ۲۰۰۷ با فیلم تحصیلات چارلی بنکز (The Education of Charlie Banks) انجام داد. درست دومین فیلم خود یعنی د لانگ‌شاتس (The Longshots) را در سال ۲۰۰۸ ساخت. همچنین در رده‌بندی "۱۰۰ برتر خوانندگان هوی متال" مجله هیت پاریدر (Hit Parader) رتبه ۷۱ را به دست آورد.
او در فیلم متاسفم، متنفران بازی کرده است.